# 山口県総合交通センター
山口県総合交通センター（やまぐちけん そうごうこうつうセンター）は、山口県警察所管の運転免許試験場。交通安全学習館を併設しており、運転免許試験・免許更新手続きの他、交通安全教育の場としても活用されている。
山口県には補助的な運転免許試験場がなく、本施設のみで全ての運転免許関連業務を行っている。運転免許更新手続きは山口南・周南・下松以外の県内の警察署、周防大島・阿東・厚狭・豊田の各幹部交番、および周南運転免許センター（周南市毛利町）でも指定日（警察署は概ね平日の指定曜日、周南運転免許センターは事前予約制で申請内容に応じて日・月・火・木曜日）に手続き可能だが、交付まで日数を要する（ただし下関・岩国の両警察署では優良運転者又は高齢者講習等受講済みの者に限り月曜から金曜日の毎日実施し、即日交付可能）。日曜日の講習・更新は本施設と周南運転免許センターでのみ実施している。

## 所在地
- 山口県山口市小郡下郷3560-2

## 交通機関
- 新山口駅新幹線口から徒歩約20分(1.2km)
- 国道2号（小郡道路）小郡ICそば

## 周辺
- 山口南警察署
- 山口市消防本部南消防署
- イオンタウン小郡